# EGS-zs8-1
EGS-zs8-1 — одна из самых отдалённых от Земли известных галактик. Свет от галактики до Земли шёл 13,130 млрд лет, она находится в созвездии Волопаса (экваториальные координаты: 14ч 20м 34,89с 53° 00′ 15,40″). Красное смещение z=7,73. Излучение, доходящее от неё до Земли, было испущено не позднее чем через 5 % времени существования Вселенной. Впервые замечена в телескоп «Хаббл», подтверждение существования было получено с помощью спектрометра MOSFIRE в обсерватории Кека на Гавайях. С момента открытия в мае 2015 года до открытия EGSY8p7 в июле того же года, считалась самой удалённой спектроскопически подтверждённой галактикой и уступала лишь гамма-всплеску GRB 090423 в списке самых удалённых объектов.